# 望安花宅聚落
望安花宅聚落，是位於臺灣澎湖縣望安鄉的中社村，屬望安島西岸中間偏北的低窪海濱，是臺灣極少數完整保留的漢人聚落之一。原於2006年12月27日公告為文化資產類別裡的「聚落」，至2010年4月14日，始公告登錄為全國第一個也是唯一的「重要聚落建築群」。

## 簡介
聚落所在的「中社村」其實係1946年國民政府遷台後所改。「花宅」之名詳載於各類古籍，清代澎湖通判胡建偉《澎湖志略》稱其為「水垵澳花宅社」，日本時代明治卅年（1887年）改稱為「花宅鄉」。
聚落內部空間主要由兩條南北向通道與三條東西向之巷道構成，道路具有適合步行之尺度，民居、菜宅等建築均以澎湖的玄武岩和咾咕石砌成，顯露居民就地取材、適應環境之智慧。

## 圖集

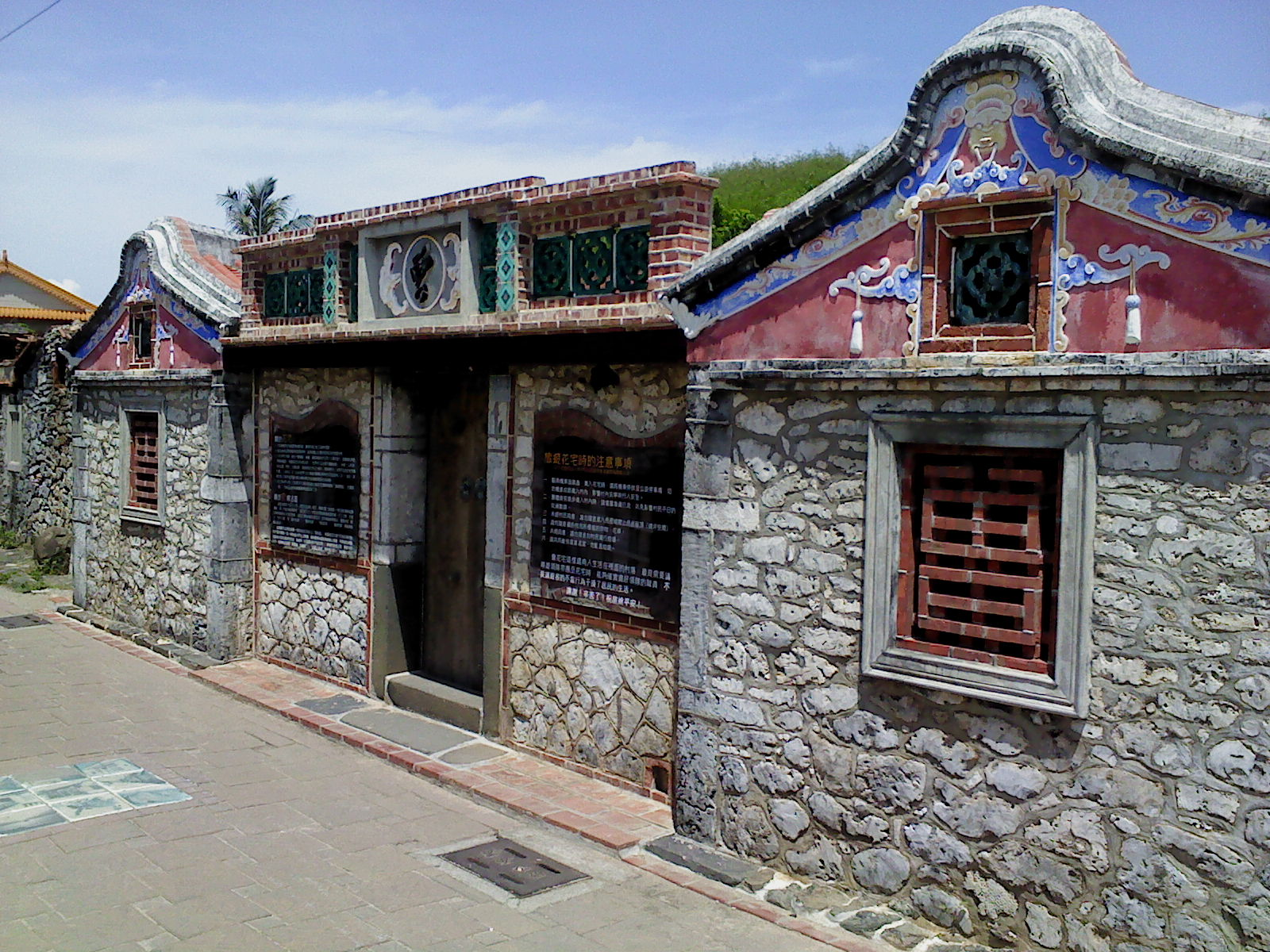
花宅曾家古厝
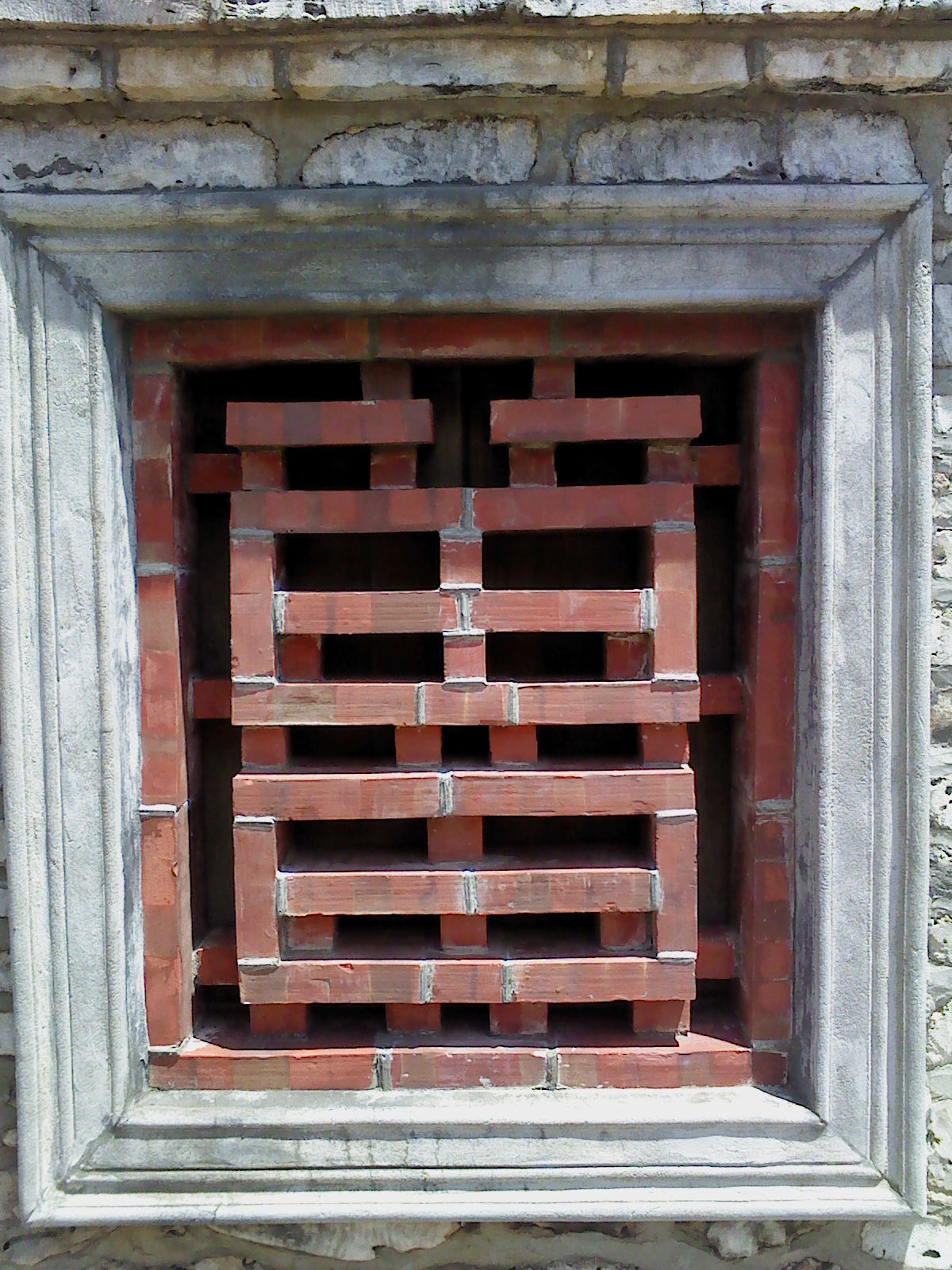
用紅磚砌成之曾字窗
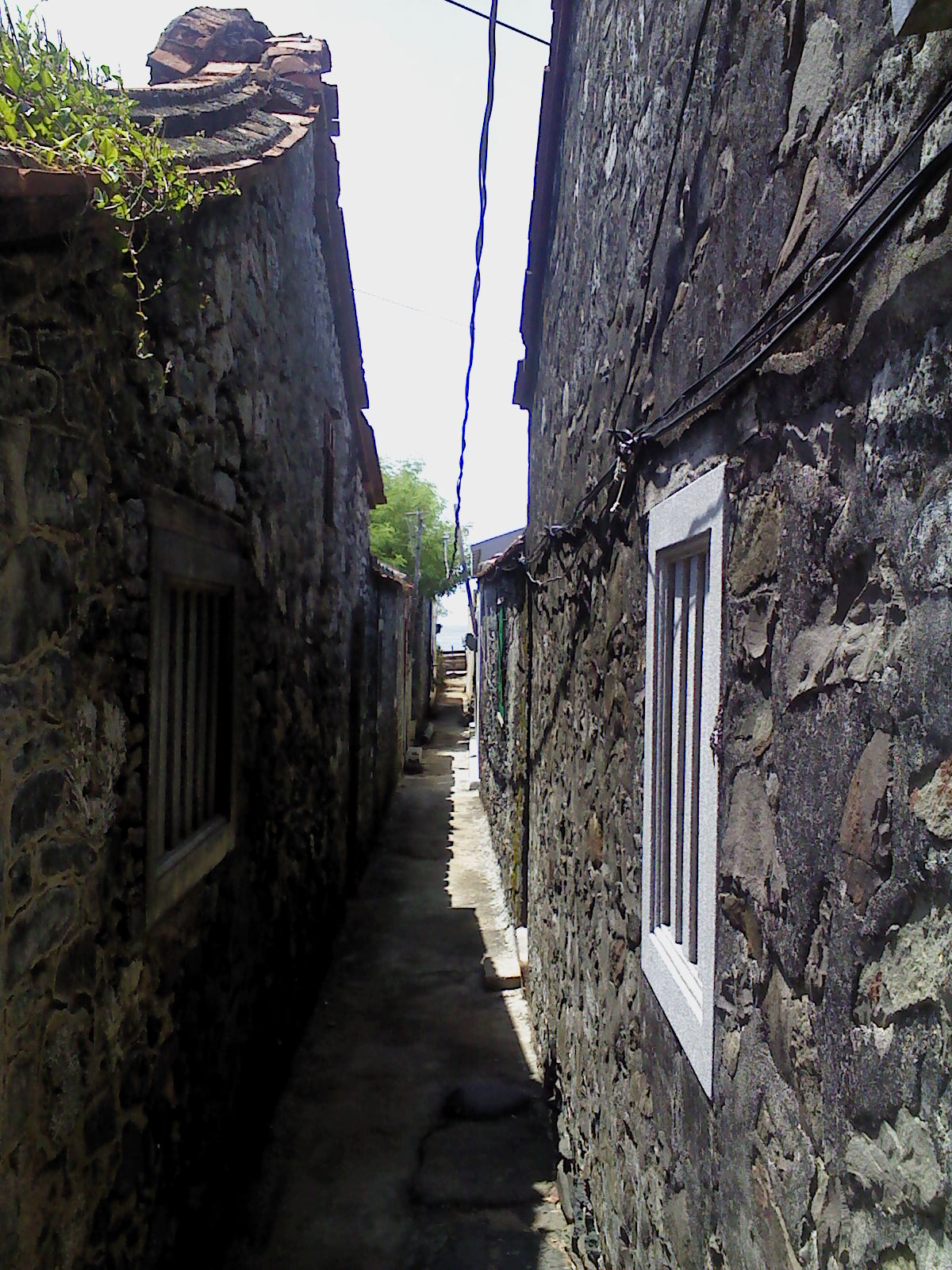
花宅屋身與小巷弄
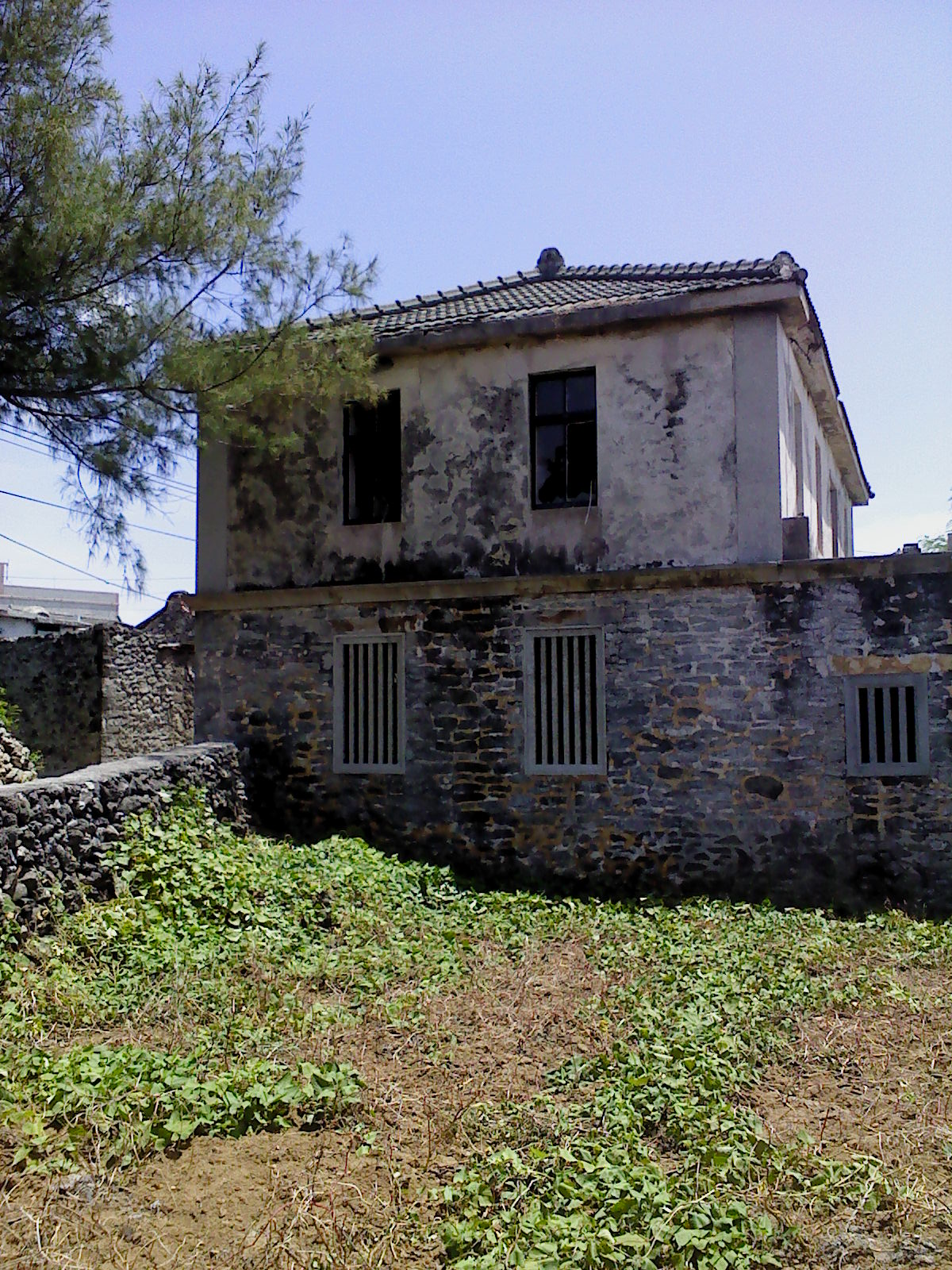
花宅聚落中之樓房建物
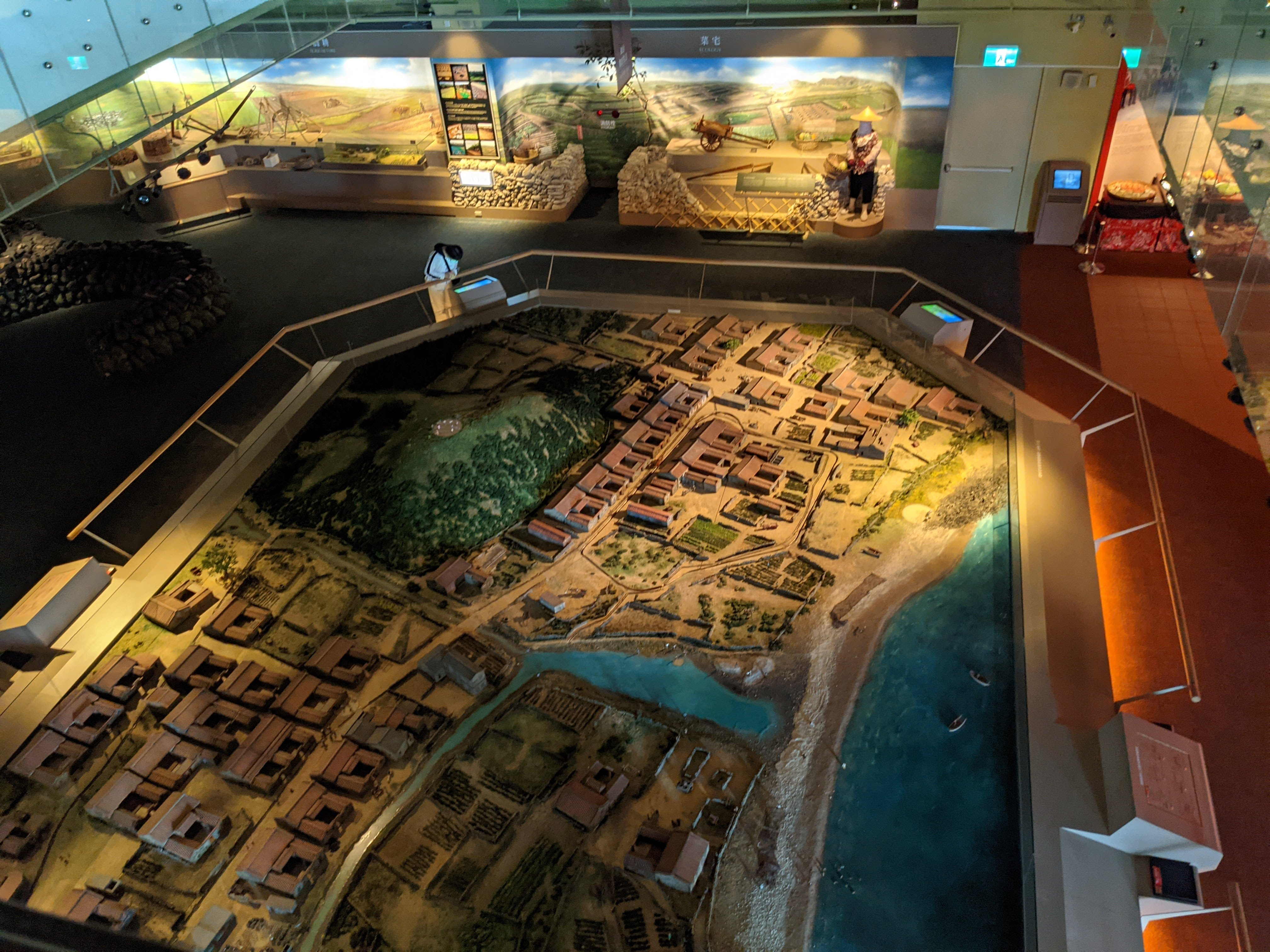
花宅聚落模型，可見於馬公市生活博物館。